# Delia Josefina Balli de Caimi Garmendia
Delia Josefina Balli de Caimi Garmendia fue una tenista argentina que destacó principalmente en la modalidad de dobles.
Fue campeona de dobles en cuatro oportunidades del Campeonato del Río de la Plata: en las ediciones de 1934 (derrotó junto a Lía Duffy a Leonilda Giusti y Ana Pauwels de Madrid), 1935 (de nuevo junto a Lía Duffy derrotó a Gladys Woodruff y Leonilda Giusti), 1940 (junto a Analía Obarrio de Aguirre derrotó a María Terán y Marga Fitting) y 1941 (junto a Analía Obarrio de Aguirre derrotó a Felisa Piédrola y Denise Rutherford de Zappa). Fue asimismo subcampeona del torneo en la misma modalidad en otras cuatro oportunidades: en las ediciones de 1931 (participó junto a Lía Duffy y perdieron la final contra Julieta Ezcurra e Inés Anderson), 1933 (también junto a Lía Duffy, perdieron contra Leonilda Giusti y Magdalena Bidal de Audrás), 1936 (junto a Marta Balparda perdieron contra Leonilda Giusti y Ana Pauwels de Madrid) y 1942 (junto a Analía Obarrio de Aguirre perdieron contra Felisa Piédrola y Denise Rutherford de Zappa).